# Populus parryi
Populus parryi är en videväxtart som beskrevs av Charles Sprague Sargent. Populus parryi ingår i släktet popplar, och familjen videväxter. Inga underarter finns listade i Catalogue of Life.